# Pierre François Jean Gaspard Bisson
Pour les articles homonymes, voir Bisson.
Pierre François Jean Gaspard Bisson, né le 16 février 1767 à Montpellier et mort le 26 juillet 1811 au palais de Bosco della Fontana (it), près de Marmirolo, est un général français de la Révolution et de l’Empire.
Après s'être distingué dans les armées de la République, il commande une division de la Grande Armée lors des campagnes de Napoléon en Allemagne (1805) et en Pologne (1807) et se signale particulièrement à la bataille de Friedland contre les Russes. En 1809, il est capturé par les insurgés tyroliens et n'occupe plus par la suite que des postes secondaires. 
Amateur de bonne chère et grand buveur, il avait pour habitude de consommer chaque jour « huit bouteilles de vin à son déjeuner » d'après le témoignage du gastronome Jean Anthelme Brillat-Savarin.

## Biographie

### Jeunesse
Fils aîné d'un tambour-major du régiment du Dauphin, Pierre François Jean Gaspard Bisson naît le 16 février 1767 à Montpellier, dans le Languedoc. Il est baptisé le lendemain dans l'église Saint-Denis. Le 10 juillet 1772, il s'enrôle en qualité d'enfant de troupe dans le régiment de son père, suivant le vœu de ce dernier. À l'âge de 16 ans, il devient soldat au régiment du Dauphin le 6 mars 1783 puis grenadier le 24 août 1785, en raison de sa grande taille.

### Sous la Révolution et le Consulat
Bisson ne devient officier qu'après la Révolution française. Après avoir servi en juillet 1789 dans la garde nationale parisienne — où il décroche les épaulettes d'adjudant-major capitaine —, il part rejoindre son frère à Dunkerque et intègre la garde nationale locale en tant que simple chasseur le 18 octobre ; dès le mois de janvier 1790, il retrouve son ancien grade. Le 1er septembre 1791, il est élu capitaine des grenadiers du 2e bataillon de volontaires du Nord, qui est incorporé à l'armée du Nord en 1792 puis à celle des Ardennes l'année suivante. 
Alors qu'il est chargé de la défense du Châtelet, Bisson est encerclé dans cette place le 23 mai 1794 par 6 000 soldats ennemis, tandis que lui-même ne dispose que de 60 grenadiers et de 50 dragons. Afin de dissimuler à ses adversaires la faiblesse de la garnison, il place ses grenadiers en tirailleurs devant les gués principaux, en avant d'un pont qu'il fait couper, puis il partage sa cavalerie en trois pelotons, ayant l'ordre de se tenir constamment en mouvement, tandis que dans la place, deux tambours battent continuellement la générale sur différents points, ce qui fait supposer aux assiégeants la présence de nombreux défenseurs. Ils se préparent donc à former le siège en règle du Châtelet, mais l'arrivée du général Legrand avec une colonne de secours les forcent à se retirer.
À la suite de ce fait d'armes, Bisson est promu chef de bataillon de son unité le 19 juin 1794. Transféré peu après à l'armée de Sambre-et-Meuse, il est chef de brigade de la 26e demi-brigade de bataille le 19 septembre puis de la 43e demi-brigade de ligne le 23 mai 1796. Il se distingue une nouvelle fois vers cette époque à Meisenheim : à la tête d'un bataillon de 417 hommes, il soutient le choc de 3 000 fantassins et 1 200 cavaliers ennemis. Après avoir perdu dans ce combat le tiers de son effectif, ce qui rend sa position délicate, il se tire d'embarras par un coup d'audace. Il précipite son cheval au milieu de la colonne ennemie, sabre ceux qui tentent de lui barrer le passage, traverse la Nahe à la nage, court prendre position à Kirn, occupe tous les défilés et arrête les progrès de ses adversaires. 
Lui et ses hommes sont versés en 1797 à l'armée d'Italie. L'historien Jérôme Croyet note que « lors du coup d'État du 18 brumaire et des jours qui suivent, il [Bisson] est à Paris et dans l'Orne, où ses actions en faveur du nouveau gouvernement lui attirent la bienveillance du Premier consul ». En 1800, Bisson se rend à l'armée de réserve rassemblée à Dijon avant de se battre avec distinction à la bataille de Marengo le 14 juin, ce qui incite Napoléon Bonaparte à l'élever au grade de général de brigade le 5 juillet de la même année. Il sert alors successivement sous les ordres des généraux Masséna, Rochambeau et Delmas, pour être finalement rattaché à la division Boudet à la fin de l'année. Le 26 décembre, il contribue fortement au passage du Mincio et, le même jour, se rend maître de la forteresse de Monzambano (it) après un vif combat. Il commande ensuite la 6e division militaire en France. Quand, le 11 décembre 1803, la croix de la Légion d'honneur lui est décernée, il est attaché à la 1re division du camp de Saint-Omer,.

### Général d'Empire

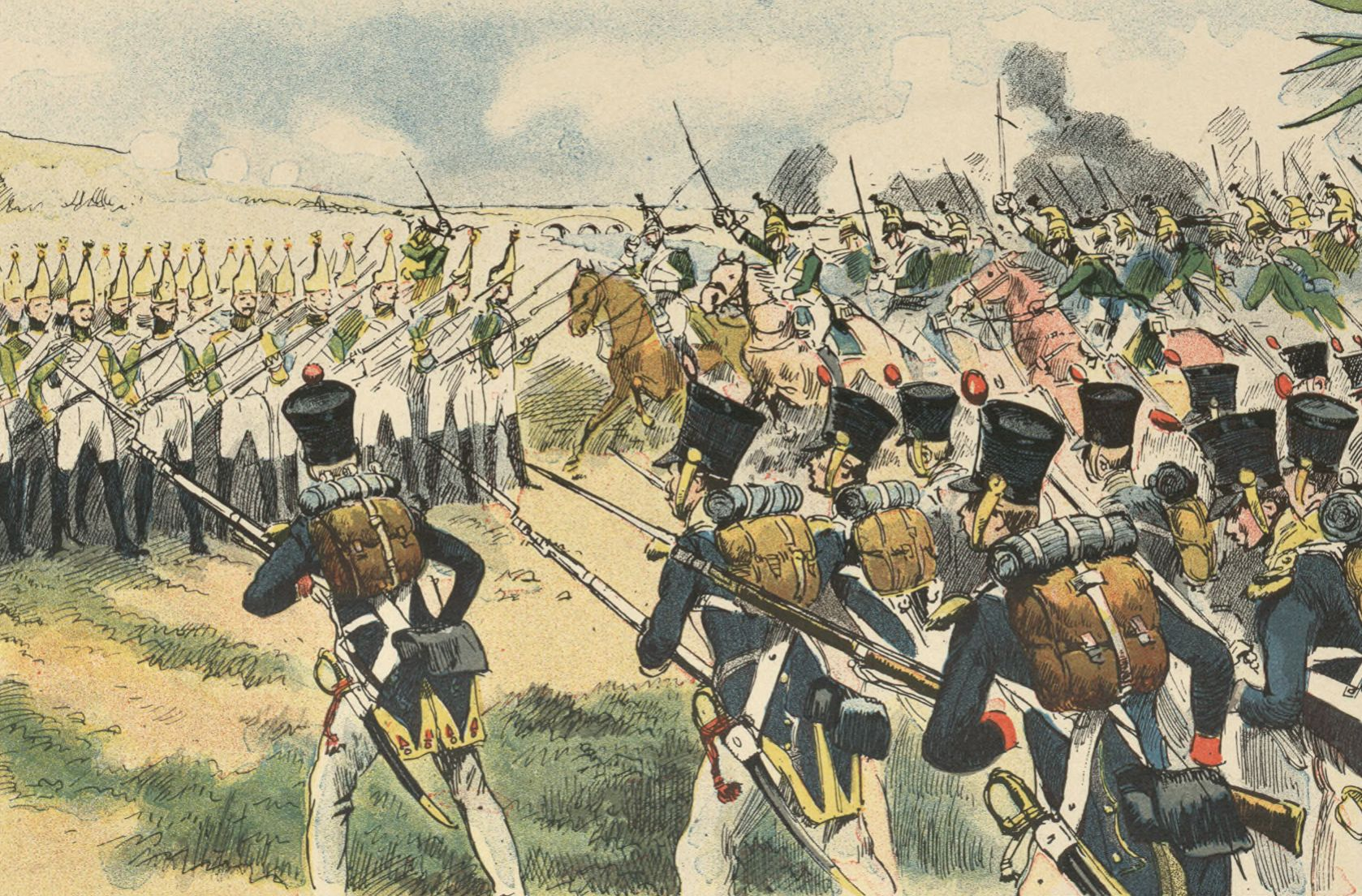
Épisode de la bataille de Friedland (14 juin 1807), au cours de laquelle Bisson joue un rôle important. Illustration de 1892.

Il est nommé commandeur de l'ordre le 14 juin 1804 et général de division le 1er février 1805. Il prend part cette année-là à la campagne d'Allemagne au sein du 3e corps du maréchal Davout, dont il commande la 1re division depuis le 29 août. Au moment de franchir le Rhin, sa division se compose de trois brigades sous les généraux Demont, Debilly et Eppler, pour un total de 8 214 hommes. Lors du passage de la Traun à Lambach le 1er novembre, il est grièvement blessé au bras, ce qui lui vaut de recevoir la visite de Napoléon. De fait, il ne peut participer à la bataille d'Austerlitz où sa division est commandée par le général Marie François Auguste de Caffarelli du Falga. Bisson est néanmoins récompensé de ses services en devenant, le 25 décembre 1805, grand officier de la Légion d'honneur puis gouverneur général de l'État de Brunswick le 23 octobre 1806.
Le 1er février 1807, Bisson prend le commandement de la 2e division du 6e corps sous les ordres du maréchal Ney, avec lequel il participe à la campagne de Pologne. Lors de la bataille de Guttstadt qui se déroule du 5 au 6 juin, il dirige le 25e régiment d'infanterie légère ainsi que les 27e, 50e et 59e régiments d'infanterie de ligne. Il mène également sa division au combat durant la bataille de Friedland, livrée le 14 juin. À 17 h, Napoléon lance le signal de l'attaque contre les troupes russes de Bennigsen. Les deux divisions du corps de Ney, celle du général Marchand à droite et celle de Bisson à gauche, entament leur progression et refoulent peu à peu leurs adversaires. Toutefois, alors que les soldats de Ney s'enfoncent dangereusement dans le dispositif russe, un feu d'artillerie dévastateur, suivi d'une contre-attaque de la cavalerie de réserve de Bennigsen, sèment la panique au sein des troupes de Marchand et de Bisson qui se replient avec de lourdes pertes. À cet instant, Napoléon jette dans la bataille le 1er corps du général Victor qui bouscule rapidement l'aile gauche russe. Profitant du repli de leurs ennemis, les hommes de Ney se regroupent et repartent à l'assaut, contribuant directement à la prise du village de Friedland vers 20 h.

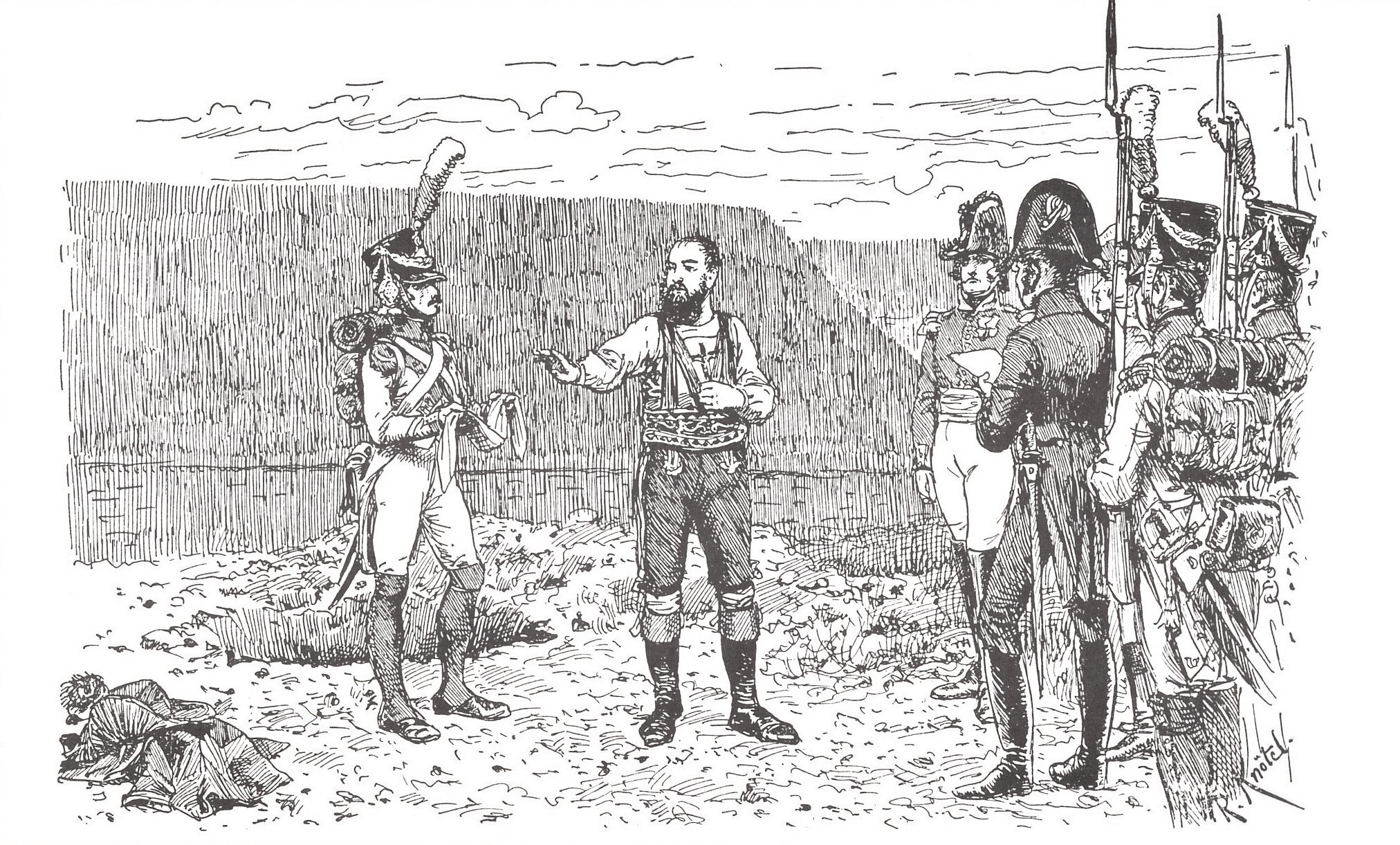
Exécution d'Andreas Hofer à Mantoue le 20 février 1810. Illustration de Richard Knötel.

Bisson est fait comte de l'Empire le 10 mars 1808 (lettres patentes en date du 10 septembre suivant) ; l'Empereur lui accorde en outre une dotation de 20 000 francs sur la Westphalie et une autre de 30 000 francs sur le Hanovre. Il sert un temps en Espagne, d'abord en tant que chef de la 2e division du corps de Ney à compter du 7 septembre, puis en qualité de gouverneur de Navarre le 8 novembre. Ses fonctions dans la péninsule Ibérique ne durent pas puisqu'il est affecté en Italie à la fin du mois de mars 1809. De là, il tente de rallier l'armée qui se bat en Allemagne à la tête d'une colonne de 2 000 conscrits, mais il est rapidement accablé par les insurgés tyroliens et les forces autrichiennes du général Chasteler. Malgré le renfort de 1 300 Bavarois récupérés en cours de route, les troupes de Bisson sont encerclées dans Innsbruck et forcées de mettre bas les armes le 13 avril. 
Après sa libération, il est nommé gouverneur du Frioul et du comté de Gradisca en décembre 1809. Par ailleurs gouverneur de Mantoue, il préside à ce titre le conseil de guerre qui condamne à mort, en février 1810, le chef tyrolien Andreas Hofer, capturé quelques semaines plus tôt. Il n'occupe plus dans ses dernières années que des fonctions secondaires en Italie, jusqu'à sa mort survenue le 26 juillet 1811 à Marmirolo, des suites d'une attaque d'apoplexie. Son nom figure sur l'arc de triomphe de l'Étoile, côté Est, 16e colonne. Il est d'abord inhumé en l'église Saint-Napoléon de Mantoue, puis son corps est rapatrié au cimetière de Cuiseaux, localité de Saône-et-Loire dans laquelle il possédait sa maison d'habitation. Son cœur est transféré à la cathédrale Saint-Louis des Invalides, à Paris.

## Vie privée
Alors jeune officier, Bisson épouse le 23 août 1791, à Dunkerque, Émilie-Adélaïde Leduc, descendante directe du célèbre corsaire Jean Bart. Le couple a une fille, Marie-Françoise-Amélie, née le 18 septembre 1792 ; toutefois, les relations entre les deux époux se détériorent et le divorce est prononcé le 29 août 1799, la mère conservant dans un premier temps la garde de l'enfant. Par la suite, ainsi que le souligne Jérôme Croyet, « le général Bisson, emporté par l'affection pour sa fille, la récupère et l'élève à ses frais dans la pension de Mme de Mauclerc à Paris, établissement alors réputé pour être le plus distingué de la capitale ».
Le 26 septembre 1801, il se remarie avec Marie-Amélie Fornier, fille de Jean Fornier, directeur des postes de la commune de Saint-Amour dans le Jura. De cette union naissent sept enfants dont un seul, Pierre Jean Baptiste Nicolas Gaspard Bisson (1803-1851), atteint l'âge adulte.

## Personnalité

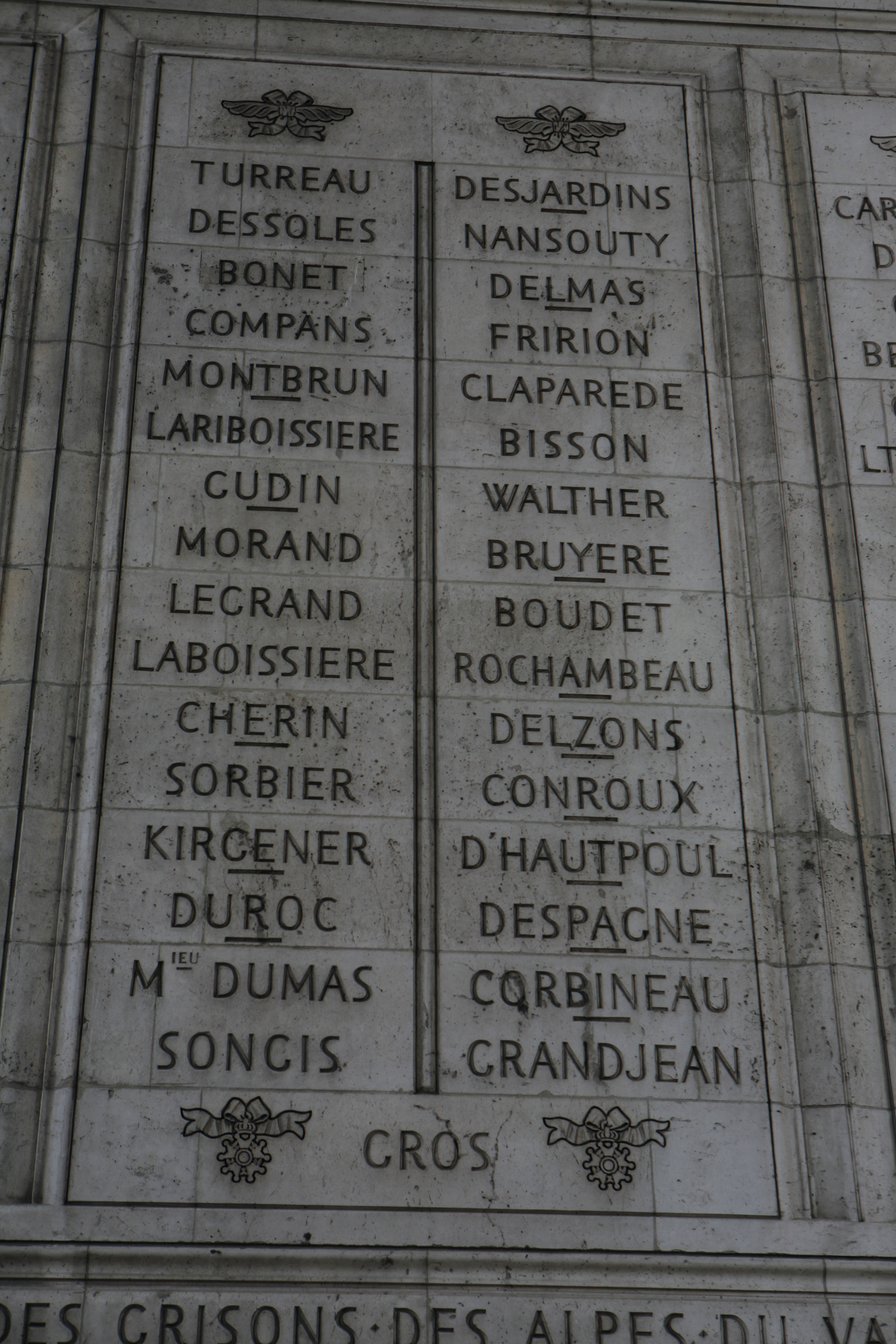
Noms gravés sous l'arc de triomphe de l'Étoile : pilier Est, 15e et 16e colonnes.

D'un point de vue strictement militaire, le général Bisson est jugé comme un officier compétent et d'une très grande bravoure,. Durant son séjour en Espagne, il se fait également remarquer pour son intégrité et son attention accordée à la discipline, en empêchant le pillage d'un monastère espagnol par ses soldats. Enfin, bien qu'ayant été le « premier Français vaincu par les Tyroliens », il se montre cordial avec Andreas Hofer, à qui il rend visite de nombreuses fois dans sa cellule.
Bisson ne jouit pas seulement d'une réputation de courage, il passe aussi pour un gourmand de distinction. Sa notice dans la Biographie nouvelle des contemporains résume le personnage : « le général Bisson était un homme d'une force et d'une stature prodigieuses. Il avait de plus, avec l'Hercule des anciens, cette autre ressemblance d'être doué d'un appétit dévorant. Ce qu'il mangeait en un jour aurait largement alimenté plusieurs personnes ». 
Son appétit est tel qu'il reçoit de l'Empereur un traitement supplémentaire et spécial pour y pourvoir. Bien que grand, il est devenu d'une obésité extrême, jusqu'à en devenir incapable de monter à cheval. Dans ses Mémoires, le général Griois témoigne ainsi qu'« il [Bisson] avait été obligé de se faire construire une voiture avec des roues et des ressorts beaucoup plus forts qu'on ne les fabrique ordinairement ». Brillat-Savarin lui a consacré les lignes suivantes dans sa Physiologie du goût :

« C'est ainsi, dit-il, que le général Bisson, qui buvait chaque jour huit bouteilles de vin à son déjeuner, n'avait pas l'air d'y toucher. Il avait un plus grand verre que les autres, et le vidait plus souvent ; mais on eût dit qu'il n'y faisait pas attention ; et tout en humant ainsi seize litres de liquide, il n'était pas plus empêché de plaisanter et de donner ses ordres que s'il n'eût dû boire qu'un carafon. »